# Чангыр-Таш
Чангыр-Таш (кирг. Чаңгыр-Таш) — село в Сузакском районе Джалал-Абадской области Кыргызстана. Входит в состав Кара-Дарыянского айылного аймака.

## География
Село расположено в юго-восточной части области, к северу от реки Карадарья, вблизи государственной границы с Узбекистаном, на расстоянии приблизительно 9 километров (по прямой) к западо-юго-западу от села Сузак, административного центра района. Абсолютная высота — 635 метров над уровнем моря.

## Население
Согласно оценочным данным Национального статистического комитета Кыргызской Республики, численность населения села на начало 2023 года составляла 4995 человек.
| год     | 2009 | 2014 | 2015 | 2020 | 2021 | 2023 |
| ------- | ---- | ---- | ---- | ---- | ---- | ---- |
| человек | 3854 | 4028 | 4919 | 4791 | 4845 | 4995 |